# Boursinidia inca
Boursinidia inca là một loài bướm đêm trong họ Noctuidae.